# Иоскеха и Тавискарон
Тавискарон (Tawiscara, Tawis-karong) — в мифах индейского племени гуронов является богом зимы, холода и мрака, который создавал землетрясения, чудовищ и колючки и искривлял русла рек, дабы затруднить жизнь людям. Тавискарон создал огромную лягушку, которая выпила всю пресную воду в мире, но её проткнул его близнец-антагонист Иоскеха (Ioskeha, Tijus-kaha), олицетворение весны, который создал плодородные долины, полезных животных, людей и научил их добывать огонь, выращивать кукурузу, и отгонять злых духов.  Он пытался также украсть солнце, но и тут Иоскеха его остановил.  Тавискарон и Иоскеха сошлись наконец на поединок.  Тавискарон вооружился веткой шиповника, а Иоскеха — оленьими рогами, и потому победил и убил брата. Дух Тавискарона улетел на запад (по некоторым версиям — под землю), куда теперь и улетают души всех умерших.